# Karl von Köppel
Karl von Köppel (německy Carl Ritter von Köppel) (11. března 1845 Koper – 1. listopadu 1910 Štýrský Hradec) byl rakousko-uherský admirál. U c. k. námořnictva sloužil od roku 1862 a zúčastnil se několika válečných konfliktů. Později absolvoval několik zaoceánských plaveb a postupoval v hodnostech. V letech 1897–1900 byl velitelem válečného přístavu Castelnuovo a nakonec zastával funkci prezidenta Námořního kontrolního úřadu ve Vídni (1901–1904). V roce 1896 byl povýšen do šlechtického stavu a v roce 1908 dosáhl hodnosti viceadmirála.

## Biografie

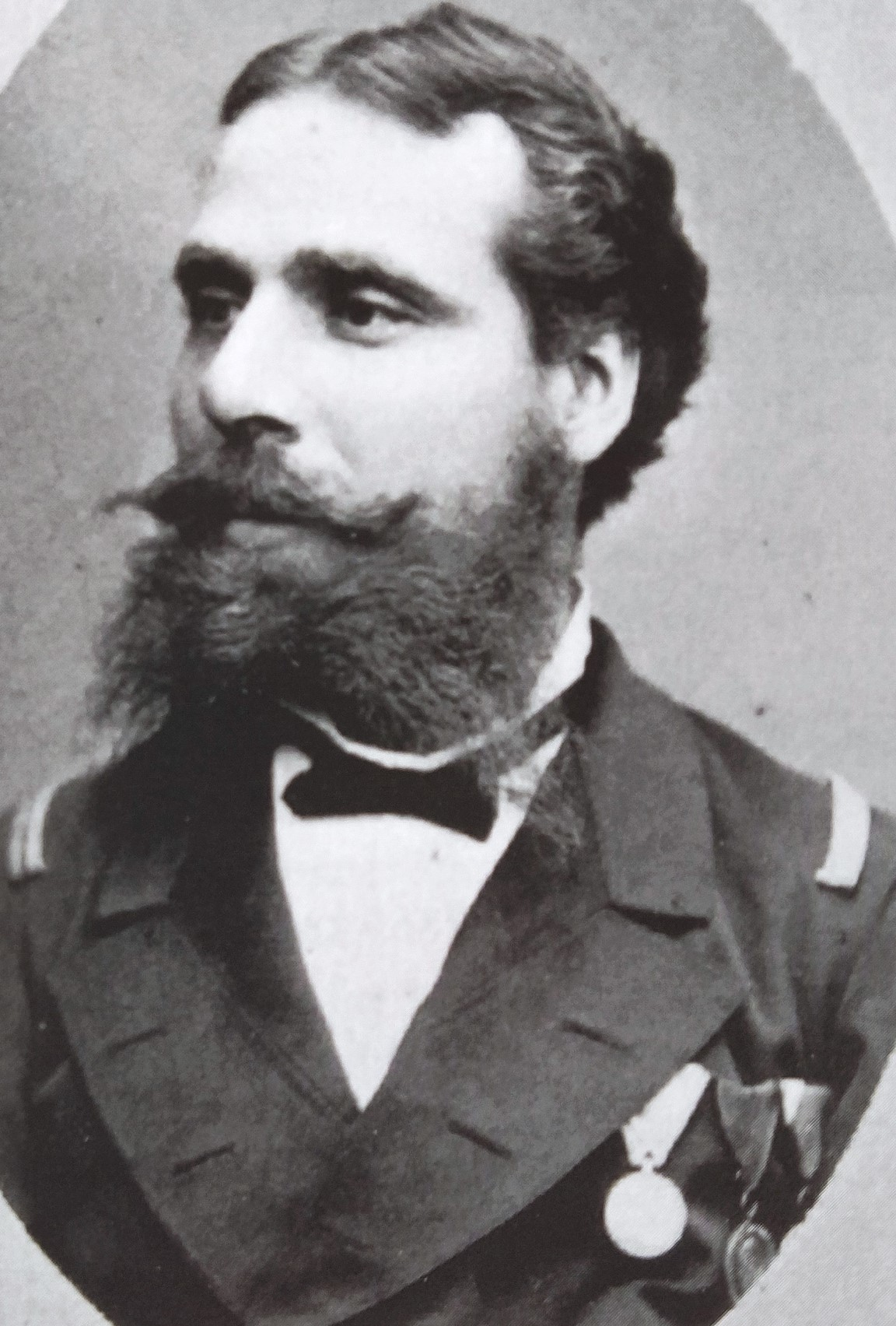
Kapitán Karl Köppel (1890)

Pocházel z rodiny středoškolského profesora. Studoval na gymnáziu v Terstu a v roce 1862 vstoupil jako kadet k námořnictvu. Prošel průpravou na několika výcvikových lodích a poté sloužil na různých plavidlech. Na lodi SMS Kaiser se zúčastnil dánsko-německé války (1864) a na fregatě SMS Kaiser Max se během války s Itálií zúčastnil bitvy u Visu (1866). V roce 1869 získal hodnost praporčíka, sloužil jako pobočník u C. k. námořní akademie v Rijece nebo u jednotek námořní pěchoty v Pule. V letech 1877–1878 byl pobočníkem admirála Petze u námořní základny v Terstu. V roce 1878 byl povýšen na poručíka II. třídy, byl prvním důstojníkem na dopravní lodi SMS Pola (1879–1880), poté sloužil u námořního arzenálu v Pule. V roce 1881 byl povýšen na poručíka I. třídy a jako dělostřelecký důstojník na korvetě SMS Aurora absolvoval cestu do jižní Ameriky (1884–1885). Mezitím absolvoval odborné kurzy pro obsluhu torpéd a telegrafů, v dalších letech kromě výkonu funkce prvního důstojníka na bitevních lodích získal také velení nad menšími plavidly typu torpédových člunů.

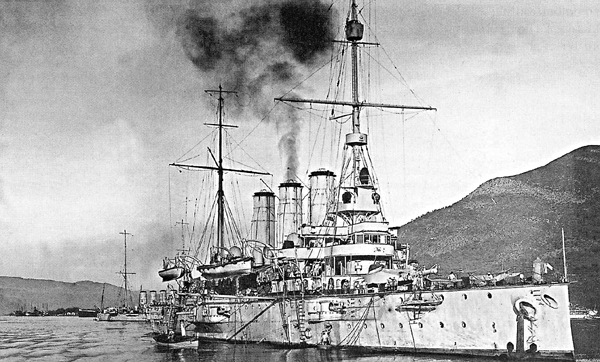
Pancéřový křižník SMS Kaiser Karl VI., vlajková loď kapitána Karla Köppela (1900–1901)

K datu 1. května 1890 byl povýšen na korvetního kapitána s přidělením k arzenálu v Pule, v letech 1890–1892 byl prvním důstojníkem na obrněné lodi SMS Bellona. Poté sloužil u sborového námořního velitelství v Pule a 1. listopadu 1893 obdržel hodnost fregatního kapitána. Byl velitelem výcvikové lodi SMS Schwarzenberg (1894-1896) a působil také u Námořního technického výboru. Na křižnících SMS Panther a SMS Kaiser Franz Joseph I. absolvoval v letech 1896–1897 dvě plavby na Dálný východ s kadety námořní akademie. Ještě před návratem z východní Asie získal hodnost kapitána řadové lodi (1. května 1897) s přidělením ke sborovému námořnímu velitelství v Pule.
V letech 1897–1900 byl velitelem námořní základny Castelnuovo (dnes Herceg Novi v Černé Hoře). Krátce znovu působil u námořní základny v Pule a od května 1900 do května 1901 byl velitelem pancéřového křižníku SMS Kaiser Karl VI. jako vlajkové lodi eskadry. Ke dni 1. listopadu 1901 byl povýšen do hodnosti kontradmirála a nakonec zastával funkci prezidenta Námořního kontrolního úřadu ve Vídni (1901–1904). Ke dni 1. listopadu 1904 byl penzionován a mimo aktivní službu později dosáhl ještě hodnosti viceadmirála (1908). Po odchodu do výslužby se usadil ve Štýrském Hradci, kde také zemřel 1. listopadu 1910 ve věku 65 let a byl pohřben na hřbitově St Leonhard. 

## Rodina
Oženil se v roce 1874 na zámku Hainfeld ve Štýrsku, jeho manželkou se stala rakouská šlechtična baronka Isabella von Hammer-Purgstall (1851–1922), dcera c. k. kapitána Karla von Hammer-Purgstall (1817–1879). Z manželství se narodilo šest dětí, z nichž dvě zemřely v dětství. Nejstarší syn Erwin (1879–1967) sloužil za první světové války v c. k. armádě, později byl podplukovníkem v rakouské armádě. Nejmladší z potomstva byla dcera Vera Helene (1888–1920), která se uplatnila jako malířka.

## Tituly a ocenění
Za zásluhy byl v roce 1896 povýšen do šlechtického stavu s titulem rytíř (Ritter von Köppel). Během služby u námořnictva získal také několik vysokých vyznamenání.
- Válečná pamětní medaile (1864)
- Stříbrná medaile za statečnost (1866)
- Válečná medaile (1873)
- Služební odznak pro důstojníky III. třídy (1885)
- Jubilejní pamětní medaile (1898)
- Služební odznak pro důstojníky II. třídy (1902)
- rytířský kříž Leopoldova řádu (1904)
- Vojenský jubilejní kříž (1908)
- Řád slávy III. třídy (1878, Tunisko)